# (31098) Frankhill
(31098) Frankhill (1997 LQ2) – planetoida z grupy przecinających orbitę Marsa okrążająca Słońce w ciągu 3,47 lat w średniej odległości 2,29 j.a. Odkryta 9 czerwca 1997 roku.